# Сайдшоу
Сайдшоу (англ. Sideshow) — условное название нескольких видов развлечений и зрелищ, устраивавшихся бродячими цирками на импровизированных уличных цирковых представлениях, карнавалах, балаганах и ярмарках.

## Виды сайдшоу
Традиционно выделяется четыре вида сайдшоу:
- «Десять в одном» (англ. Ten-in-One) — программа из десяти различных зрелищ, показываемых в одной палатке, для просмотра которых покупается один билет. Этот вид сайдшоу может частично представлять собой паноптикум, или «шоу уродов» — «выставку „человеческих курьёзов“» (которая может включать «рождённых уродами», то есть карликов, гигантов или людей с деформациями тела, или «ставших уродами», например, людей с очень большим числом татуировок, людей с сильным избыточным весом или «человеческих скелетов» — очень худых людей; нередко такие мужчины представлены как «женатые» на очень толстых женщинах). При этом для разнообразия сайдшоу «десять в одном» также включало «номера», которые могли быть представлены фокусами, жонглированием или какими-либо опасными трюками. Кроме того, люди-«экземпляры» паноптикума могли также выполнять какие-либо действия или трюки и часто продавали посетителям различные сувениры, такие как «кольца гиганта» или «карты» с их фотографиями и историями жизни. «Десять в одном» часто заканчивалось «выпуском пара» (англ. blowoff), или «Дином» (англ. ding) — дополнительным номером, не рекламировавшимся на улице, который можно было посмотреть за дополнительную плату. Этот номер обычно представлял собой нечто особенно необычное или даже провокационное, часто нечто такое, что считалось слишком шокирующим для женщин и детей — например, демонстрация заспиртованных младенцев-уродцев в банках.
- «Один курьёз» (англ. Single-О) — некий единственный предмет или номер, которым завлекали публику. Примером может служить «автомобиль, на котором погибли Бонни и Клайд» или «штабная машина Гитлера»[1][2], «гигантская крыса» (которая на самом деле, как правило, являлась загримированной нутрией) или другие необычные животные, зрелища вида «Что это такое?» (чаще всего искусственно созданное, но натурально выглядящее «мёртвое» чудовище; характерный пример — «фиджийская русалка») или так называемое «гик-шоу», в котором люди асоциального вида гонялись по арене за цыплятами с целью поймать их и откусить им головы. Главных персонажей этого «шоу» часто представляли как «жертв чрезмерного употребления наркотиков», что иногда бывало правдой.

- «Шоу-музей» (англ. Museum show), часто именовавшийся «величайшие уроды прошлого и настоящего», обычно представлял собой «выставку» в большинстве случаев мумий умерших людей и животных (нередко на деле являвшихся подделками) или каких-либо предметов, связанных с ними. Такая «выставка» могла включать, например, засушенных пираний или клетки с необычными животными, чучела уродливо выглядящих животных или какие-либо «экзотические» предметы — например, оружие или автомобили, якобы использовавшиеся известными убийцами. Часть экспонатов могла представлять собой даже муляжи или фотографии чего-либо необычного. Такого рода мероприятия могли сопровождаться вывесками «Награда в тысячу долларов, если докажете, что это неправда» и «Пожалуйста, не трогайте и не кормите животных на выставке».

- «Шоу девочек» (англ. Girl Show) — представления, в которых главным объектом привлечения публики были женщины. Они могли варьироваться от «ревю» (англ. revue) (например, «Бродвейское ревю») с полностью одетыми исполнительницами до различных «куч» (англ. Kootch) или «хоти-куч» (англ. hootchie-kootchie) шоу (стриптиз), в которых могли участвовать либо частично одетые, либо полностью обнажённые женщины; в последнем случае шоу называли «сильным» (англ. strong)[3].

## Трюки на сайдшоу
Номера сайдшоу часто включали ряд трюков, с помощью которых организаторы рассчитывали привлечь толпу зрителей. В этих трюках использовались малоизвестные широким массам людей цирковые методы и нередко имелись элементы, которые должны были вызывать чувство опасности и волнения у публики. Такие номера включали глотание огня, глотание шпаг, метание ножей в человека, лежание на гвоздях с ударами по лежащему на них человеку или его придавливание тяжестью, хождение по лестнице с острыми мечами вместо ступеней и многое другое.

## История сайдшоу
Считается, что выступления подобного рода впервые появились в Англии в XVII веке и были особенно популярны в Великобритании в Викторианскую эпоху. Медицинской этики в то время ещё не существовало, и в ту эпоху различные «человеческие курьёзы» рассматривались как странные явления, удивительные и угрожающие одновременно.
В конце XVIII века сайдшоу впервые появились в США, достигнув в этой стране огромного расцвета в период с середины XIX по середину XX века. Одним из первых регулярные мероприятия такого рода в США стал организовывать в середине XIX века цирк Барнума и Бейли. Сайдшоу, в том числе выступления «уродов», были обычным элементом на карнавалах и ярмарках в Америке и по-прежнему имели место в Великобритании в начале XX века, имея в других европейских странах гораздо меньшее распространение.
Популярность сайдшоу в Европе практически сошла на нет после Второй мировой войны, в США же она снизилась с массовым распространением телевидения во второй половине 1960-х годов. Кроме того, с середины XX века во многих странах Запада принимались специальные законы, запрещавшие демонстрацию за деньги или представления с участием людей с физическими недостатками, несмотря на протесты со стороны некоторых «артистов-уродов», для которых эти выступления были средством к существованию.
Другой причиной снижения популярности и доступности таких представлений было изменение общественных ценностей — если до этого «уроды» считались интригующими и таинственными, то в обществе второй половины XX века стало пропагандироваться принципиально иное, этичное и жалостливое отношение к таким людям, с недопустимостью смотреть на физические недостатки как на «увлекательные курьёзы». Несмотря на это, в США несколько «шоу уродов» существует до сих пор.

## В культуре
- Наиболее известным художественным произведением о сайдшоу является фильм Тода Браунинга «Уродцы», снятый в 1932 году.
- Четвёртый сезон телесериала «Американская история ужасов» посвящён сайдшоу, действия происходят в 1950-х годах.